# Americobdella valdiviana
Americobdella valdiviana (Американська п'явка вальдівійська) — монотипний вид п'явок єдиного роду Americobdella родини Americobdellidae (Американські п'явки) підряду Erpobdelliformes ряду Безхоботні п'явки (Arhynchobdellida). До 1956 року вважалася видом роду Erpobdella. Виокремлено в самостійний рід та родину. Власна назва походить між комуни Вальдівія. Інша назва «чилійська п'явка».
Синоніми — Macrobdella valdiviana, Philippia valdiviana, Cardea valdiviana.

## Опис
Загальна довжина досягає 20 см. Зовні схожа на представників роду Erpobdella. Має морфологічні ознаки проміжні між безхоботними і хоботними п'явками. Вона має рудиментарні щелепи. Також є 5 або 6 пар редукованих очей (залишилися лише плями, але фактично ця п'явка сліпа). Суперечки щодо цього велися з 1872 року. 1922 року висунуто теорію, що вона зряча, але дослідження 2003 року спростували це твердження. Також особливістю є наявність міжтрубних провідних канальців, що з'єднують чоловічий атріум (репродуктивну систему) і жіночі яєчкові протоки, чим виявляється гермафродитизм цієї п'явки.
Забарвлення спини сірувате, а черево має жовтий колір. Відтінки кольорів можуть змінюватися в залежності від середовища: у особин, що частіше тримаються водойм з'являється світла смужка на спині та бордові відтінки.

## Спосіб життя
Тримається суходолу, дощових лісів з вологим ґрунтом. Втім може зустрічатися у струмках. Переважно тримається під камінням або землею, де полює на здобич. Є хижаком, що живиться земляними хробаками та підземними олігохетами.

## Розповсюдження
Є ендеміком Чилі.